# Milánó–Chiasso-vasútvonal
A Milánó–Chiasso-vasútvonal egy 51 km hosszúságú, normál nyomtávolságú vasútvonal az olaszországi Milánó és a svájci Chiasso között. A vonal 3000 V egyenárammal villamosított, fenntartója az RFI.
Milánó és Monza között négy vágánya van, és nemcsak a Comóba tartó és onnan induló vonatok használják, hanem a Milánót Bergamóval és Leccóval összekötő teher- és személyszállító vonatok is, közvetlenül vagy Moltenón keresztül. Monzától északra kétvágányú, de a "Bivio Rosales" csomópont és Chiasso között egy párhuzamos kétvágányú vonal van (amelyet főként tehervonatok használnak), beleértve a Monte Olimpino 2 alagutat (7207 m) is.

## Története
A vonal első szakasza a Milánó–Monza-vasútvonal, amelyet a Lombard–Velencei Királyság (az Osztrák Császárság része) Imperiale Regia Privilegiata Strada Ferrata da Milano a Monza ("Császári Királyi Kiváltságos Vasút Milánóból Monzába") néven 1840. augusztus 18-án nyílt meg, a Nápoly–Portici-vasútvonal után a második vasútvonal, amelyet Olaszországban megnyitottak. A kormány eredetileg engedélyezni kívánta a vonal Bergamóig történő meghosszabbítását, de külön koncessziót kívánt adni a Milánótól Comóig tartó vonalra. Ehelyett úgy döntött, hogy a projektet lekicsinyíti, és engedélyezi a monzai vonal Comóig való meghosszabbítását. 1849. október 10-én Monzából Camnagóba, Lentate sul Sevesóba nyitották meg a vonalat, amelyet december 6-án Camerlatáig meghosszabbítottak. 1875-ben fejezték be a vonalat Comóig. 1865-től a Società per le strade ferrate dell'Alta Italia (Felső-Itáliai Vasutak), 1885-től a Società per le Strade Ferrate del Mediterraneo (Földközi-tengeri Vasúttársaság), 1905-től pedig a Ferrovie dello Stato (Olasz Államvasutak) része volt.

## Szolgáltatások
A Como és Stazione di Milano Porta Garibaldi közötti elővárosi járatokat 2008. december 14. óta a Trenitalia üzemelteti óránként a milánói elővárosi vasúthálózat S11-es vonalaként. A regionális személyszállító vonatokat 2004. december 12-től a TiLo ("Treni Regionali Ticino Lombardia", a Ferrovie dello Stato és a Svájci Szövetségi Vasutak közös vállalata) üzemeltette. 2004. december 12-től az S9-es vonal Seregno és Milano San Cristoforo között közlekedik a körvasúton keresztül. Camnago-Lentate állomás az S4-es vonal északi végállomása, amely a Milánó–Asso-vasútvonal Camnago-Seveso összeköttetését használja, és kapcsolatot biztosít Milano Cadorna állomással és a Ferrovie Nord Milano (FNM) vonalaival. A Brianza és Milánó közötti vasúti közlekedés megkönnyítése érdekében 2006-ban bevezették az integrált jegyértékesítést és bérleteket, amelyek lehetővé teszik az utazást egyetlen jeggyel a LeNord (FNM személyszállító járatai) és a TiLo vonatain.
A vonalat a Bázel és Zürich felé közlekedő EuroCity távolsági vonatok is használják.
A vonalat számos vasúttársaság használja a Svájcba és Észak-Európába irányuló és onnan induló áruszállításra.